# Dany Lo
Dany Lo (né le 27 mars 1984 à Gonesse) est un pongiste français. Il évolue dans le Championnat de France Pro A de tennis de table dans le club de l AS Pontoise Cergy .
En 1998, il est sacré champion de France cadets et entre à l'INSEP en septembre 2000.
En 2001, il devient champion d'Europe par équipe juniors, remporte l'Open de Chine ITTF en moins de 21 ans en 2004, et la médaille de bronze à l'Open du Qatar ITTF en 2005.
Il est deux fois vice-champion de France de double en 2006 et 2007 associé à Patrick Chila. Il a été no 140 mondial en 2006, et est vice-champion de France de Pro A en 2009 avec l'équipe de l'AS Pontoise-Cergy TT.
Il défend[Depuis quand ?] les couleurs de l As Pontoise Cergy en nationale 1.